# اللغة الأدمورتية
لغة أودمورتيّة، لغة فينية أوغرية يتحدّث بها الأدمورتيّون مواطنو جمهوريّة أودمورتيا المستقلة ذاتيّاً ضمن الاتحاد الروسي وهي أيضاً لغة رسميّة لأدمورتيا بالإضافة للغة الروسيّة، أستعارت هذه اللغة العديد من مفرداتها من اللغتين الروسيّة والتتريّة المجاورتين.